# أورياس (برشلونة)
بلدية أوريس (بالكاتالانية: Orís) هي إحدى بلديات مقاطعة برشلونة، والتي تقع في منطقة كاتالونيا، شرق إسبانيا.
يبلغ عدد سكانها 286 نسمة وفقاً لإحصائية سنة (2007).